# Kentor
Kentor var ett svenskt IT-konsultbolag som tillhandahöll tjänster inom systemutveckling, integration, applikationsförvaltning, IT-relaterad verksamhetsutveckling, dataanalys, test, krav, förstudier, etc. 
Fredrik Arbman var VD februari 2017 till september 2018.
2017 förvärvades Kentor av det franska konsultbolaget Sopra Steria, som ett led i att etablera Sopra Steria i Sverige.

## Historia
Kentor grundades 1983 under namnet Mandat Consult av Anssi Atterby och Per Bouveng. Efter en namntvist med Mandator bytte företaget 1997 namn till Kentor. 
Följande förvärv har gjorts:
- 2004 – Förvärv av Maginet Datakonsult och affärsenhetsområdet Kentor Göteborg etableras.[3]
- 2007 – Kentor förvärvs av TeleComputing.[4]
- 2007 – Förvärv av Göteborgsbaserade bolaget StoneBrix.[5]